# Moceradî, Mostîska
Moceradî (în ucraineană Мочеради) este un sat în comuna Zolotkovîci din raionul Mostîska, regiunea Liov, Ucraina.

## Demografie
Componența lingvistică a localității Moceradî
     Ucraineană (99,13%)
Conform recensământului din 2001, majoritatea populației localității Moceradî era vorbitoare de ucraineană (99,13%), existând în minoritate și vorbitori de alte limbi.